# Neodrana
Neodrana là một chi bọ cánh cứng trong họ Chrysomelidae.
Chi này được miêu tả khoa học năm 1886 bởi Jacoby.

## Các loài
Các loài trong chi này gồm:
- Neodrana fasciata (Laboissiere, 1932)
- Neodrana leopoldi Laboissiere, 1932
- Neodrana semifulva Jacoby, 1886
- Neodrana tricolor Weise, 1908